# Guðmundur Ingólfsson
Guðmundur Ingólfsson (ur. 28 kwietnia 1929 w Reykjavíku, zm. 13 sierpnia 1987 w Londynie) – islandzki pływak specjalizujący się w stylu grzbietowym, olimpijczyk.
Reprezentował Islandię w konkursie pływania 100 metrów stylem grzbietowym na Letnich Igrzyskach Olimpijskich 1948, które odbyły się w Londynie. Ukończył konkurencję z czasem 1:19.4, zajął 5. miejsce. Jednocześnie odpadł w fazie eliminacji.